# Краснодарський соус
Краснодарський соус — тип томатного соусу, виробленого на основі яблучного пюре та томатної пасти з додаванням пряно-ароматичних сумішей та трав. Краснодарський соус випускається підприємствами харчової промисловості переважно в Росії, Білорусі та Україні.

## Історія
У СРСР краснодарський соус довгий час був аналогом кетчупу й подавався до м'ясних страв у закладах громадського харчування. І якщо кетчуп в основному був продуктом імпортним, то краснодарський соус проводився виключно з місцевої сировини підприємствами південних регіонів. Ключова особливість продукту — яскравий смак, невластивий класичним томатним соусам з додаванням оцту. Його за рахунок використання як вихідної сировини фруктового пюре та великої кількості спецій можна визначити як кисло-солодкий та сильно пряний. Застосовують краснодарський соус найчастіше як підливу до других страв, а також використовують для додавання в супи, борщі та закуски.
У травні 2022 року на тлі російського вторгнення в Україну «Руна» покращила рецептуру й перейменувала свій соус «Краснодарський фірмовий» на «Український фірмовий».

## Склад і рецептура
Класична рецептура краснодарського соусу включає в себе томатну пасту, яблучне пюре, гвоздику, корицю, мускатний горіх, часник, духмяний перець, цукор та сіль. За радянських часів Краснодарський соус консервні заводи виробляли зі зрілих червоних, очищених від шкірки помідорів, уварюючи їх з цукром, цибулею, часником, оцтом та прянощами. Інгредієнти ретельно перемішуються при варінні й фасуються в скляну тару — найчастіше півлітрові банки з гвинтовою кришкою. Рідше можна побачити соус більшої тари, випуск соусу в дой-паках або пляшках не практикується. Готовий продукт відрізняється, як правило, консистенцією густішою, ніж у кетчупу.
Згідно з ГОСТ 17471-83, що регулює правила виробництва та фасування томатних соусів, Краснодарський соус повинен являти собою однорідну масу очищених від шкірки томатів з наявністю подрібнених цибулі та часнику. Допускаються насіння томатів та поодинокі шматочки шкірки. Смак соусу повинен бути гострим, кисло-солодким з добре вираженим ароматом томатних продуктів, овочів та прянощів. Допустимий колір червоний, оранжево-червоний або малиново-червоний, однорідний по всій масі. Допускається слабо-коричневий відтінок.
Близькими за складом і смаком до краснодарського соусу є соуси томатний гострий, Молдова, херсонський, апетитний, томатний по-грузинськи, томатний чорноморський, астраханський, кубанський, дністровський, шашличний.